# Duinstinkzwam
De duinstinkzwam (Phallus hadriani) is een paddenstoel die behoort tot de familie Phallaceae. Hij groeit vrijwel uitsluitend tussen helmgras in de buitenduinen.

## Kenmerken
De duinstinkzwam ontwikkelt zich uit een ondergronds gegroeide, roze tot lila gekleurde, tot 5 cm brede eivormige structuur. Dit wordt in de volksmond een duivelsei genoemd. Het vruchtlichaam breekt met een discus of eiertand door de elastische 'eierschaal'. Het strekt zich in enkele uren uit tot een 4 cm lange en 3 cm brede poreuze, fallusachtige paddenstoel. De hoed heeft een raatvormig oppervlak en is met een olijfgroene slijmerige sporenlaag (gleba) bedekt. Dit verspreidt een zoetige geur. De ellipsoïde-ovale sporen zijn 3,0-4,5 × 1,5-2 µm. De eerst witte, later crèmekleurige holle steel bestaat uit een sponsachtig weefsel en is tot 15 cm lang en 3 cm dik.
De zwam lijkt sterk op de grote stinkzwam. Deze heeft echter een wit gekleurd duivelsei en na de ontplooiing een aasgeur die al op tientallen meters afstand de aandacht trekt.
In het eistadium is de paddenstoel eetbaar.

## Verspreiding
In Nederland en België is de soort zeer zeldzaam, behalve in de buitenduinen, daar is het voorkomen vrij algemeen. Hij staat op de Nederlandse Rode lijst van paddenstoelen als kwetsbaar. De paddenstoel is te vinden in zomer en herfst. In Midden-Europa groeit Phallus hadriani ook op ruderale plaatsen.